# OGÉR
OGÉR is een herenmodezaak. Het hoofdkantoor staat in Purmerend en er zijn filialen in Amsterdam, Rotterdam, Den Haag  en Antwerpen. Het bedrijf is opgericht in 1989 door de broers Martin, Rob en Oger Lusink. Er werken ongeveer 150 mensen bij de onderneming.
OGÉR verkoopt vooral formele kleding zoals chique  pakken,  overhemden,  dassen en handgemaakte schoenen. Ook heeft elk filiaal een maatwerkafdeling voor  op maat gemaakte kleding. De aangeboden kledingmerken zijn vooral Italiaans, zoals Brioni, Caruso, Cesare Attolini en Santoni. Daarnaast ontwerpt en produceert men herenmode onder eigen labels. Het bedrijf neemt deel aan het 'Fondazione Altagamma', een organisatie van bedrijven met merken op het gebied van traditioneel Italiaans design, mode, eten, sieraden, auto's en gastvrijheid.
Naast de fysieke winkels richt OGÉR zich met een aparte afdeling ook op de b2b-markt. Bedrijven worden van bedrijfskleding op maat voorzien.